# تکانه (افغانستان)
تکانه (به لاتین: Takana) یکی از پنج حوزه اداری ولسوالی جلریز در ولایت میدان وردک، افغانستان می‌باشد. این حوزه کاملاً تاجیک‌نشین است. تکانه ۲٬۶۲۹ متر بالاتر از سطح دریا واقع شده‌است.

### حوزه تکانه
تکانه دارای (۱۸) قریه کوچک بوده که در اطراف دره اصلی با طول ۱۳ کیلومتر در مسیر شاهراه کابل-بامیان -غور در ولسوالی جلریز (دره میدان)ولایت میدان وردک واقع شده است ونفوس ساکنین اصلی آن در یک سرشماری غیر رسمی در سال ۱۳۹۵  حدود ۹۰۰۰ نفر می‌باشد. تمام باشندگان آن به زبان فارسی با لهجه‌ٔ خاص تکانه‌یی صحبت نموده و قومیت آنها تاجیک است، قابل ذکر است که در بعضی از قریه‌جات آن مانند سیدان و سیاه پیتاب تعدادی از شیعه مذهبان شامل سادات و هزاره نیز زندگی می‌نمایند.
قریه‌های کوچک شامل؛ تاب‌غری(توغری)، ده‌برجک (بی‌برجک)، دره مسجد، تندوره خشکک، کوته ملک (سرسنگچل)، تنگی‌لیچ (دهن تنگی)، قول دولت، قول ملا‌ها، باغ‌لنگر،سیدان، جای‌غنی، پل‌محراب، پیتاب، قوم‌خان محمد(قام‌خلک) قلعه ملک و سیاه پیتاب می باشند.
از میان همه تکانه، باشندگان باغلنگر در نان دادن، شهرت خاص دارند و به همین علت ملاها زیاد علاقه دارند در مسجد این قریه ملا امام شوند. مگر باشندگان این قریه علاقه به گرفتن ملا از میان ملاها تکانه ندارند.

### زراعت
دریاچه کوچک از بین این دره گذشته است که از کوتل اونی سرچشمه می‌گیرد و آب آن برای آبیاری زمین های زراعتی  مورداستفاده قرار می‌گیرد. مردم تکانه اکثراً باغدار و مصروف زراعت اند، مهم ترین تولیدات زراعتی آن سیب و زرد آلو بوده، در کنار آن مردم به کشت انواع سبزیجات، غله‌جات و میوه‌جات دیگر نیز مبادرت ورزیده اند. کارشناسان می‌گویند که خاک و آب و هوای تکانه برای رشد نهال بادام و گیلاس نیز مساعد است که درصورت ترویج، عاید باغداران از آن نسبت به عاید سیب و زردآلو افزایش دو برابر خواهد یافت.

#### تشکیل کوپراتیف در تکانه
حاجی حفیظ الله چهره سرشناس تکانه در سال 1382 اتحادیه ای به هدف تقویت نظام زراعت و مالداری تکانه تأسیس کرد. این اتحادیه به نام کوپراتیف زراعتی و مالداری برادران تکانه ثبت وزارت زراعت شد. حاجی حفیظ الله تلاش داشت که نظام زراعت تکانه از نظام قدیمی به نظام پیشرفته مبدل شود؛ اما با وجود تلاش های فراوان و هزینه کردن پول شخصی خود در این راه، مردم تکانه به اهمیت کوپراتیف پی نبردند و سرانجام ایشان کوپراتیف را لغو کرد.
اگر مردم به اهمیت کوپراتیف می فهمیدند،  امروز محصولات شان به خصوص سیب تکانه به قیمت بلند در بازارهای جهانی به فروش می رسید، در حالی که اکنون به قیمت کاه سفید به فروش می رسد.

### معارف
این منطقه دارای دو مکتب و یک مدرسه دینی است، لیسه امام‌اعظم (رح) در تکانه سفلی، مکتب متوسطه غلام دستگیر شهید در منطقه(تاب‌غری)توغری در تکانه علیا موقعیت دارد، دارالعلوم عایشه صدیقه نیز در قریه دهن تنگی واقع گردیده است.
جوانان این منطقه بصورت مکرر برای احیای معارف و رشد آن اقدام نموده اما ناامنی و سنت حاکم در منطقه سبب ناکامی این تلاش ها گردیده است، شورای قومی تکانه، نهضت حمایت از معارف، انجمن رهروان قلم و تأسیس مکاتب خصوصی توسط جوانان این منطقه در شهر کابل از جمله اقدامات در جهت بهبود وحمایت از وضعیت معارف در این منطقه بوده است. معلم آغا، معلم شیر و انجنیر شکرالدین، انجنیر فضل‌اعظم،معلم روح‌الله، معلم غلام یحیی، ملا عبدالعظیم و قاری شفیق‌الله از کسانی اند که برای معارف خدمت نموده اند.

#### چهره های سرشناس تکانه
۱- خلیل رومان مشاور مطبوعاتی داکتر نجیب الله رئیس جمهور اسبق افغانستان(خود را تکانه ای نمی داند).
۲- جنرال حبیب الرحمن مشهور به شیرتکانه، رئیس در اداره امنیت ملی ج ا.ا.
۳- انجنیر عبدالله فرمانده اسبق حزب اسلامی و متنفذ
۴- قومندان زمری فرمانده حزب حرکت انقلاب اسلامی
۵-  قومندان رجب خان قومندان امنیه اسبق ولسوالی جلریز از فرماندهان حزب اتحاد اسلامی
۶-  مولوی عزیزالله

### تاریخچه منازعات
طالبان در ۲۰ جولای ۱۹۹۷ به تکانه و جلریز حمله کردند. نیروهای وحدت که عمدتاً متشکل از هزاره ها بودند، به داخل دره عقب نشینی کردند. در نتیجهٔ حملات دوباره نیرو های وحدت به منطقه تکانه،